# Kinderseele
Kinderseele ist der Titel einer 1919 entstandenen und 1920 veröffentlichten Erzählung Hermann Hesses mit biographischen Bezügen: Der Erzähler erinnert sich an ein für seine damalige instabile Seelenverfassung typisches Kindheitserlebnis: den Diebstahl einiger Feigen aus der Schublade des dominanten Vaters, seine Gewissensbisse und existentiellen Ängste.

## Inhalt
Das geschilderte Erlebnis – ein Wochenende vor 30 Jahren, an dem der Erzähler als 11-Jähriger zwei angstvolle Tage durchlitt –  ist repräsentativ für die Verfassung seiner Kinderseele. Er wechselte, ausgelöst durch unbeschwerte und schwere Taten, ständig seine Gefühlswelten: Manchmal „ist nichts unverbindlich und leicht, und jeder Atemzug, den wir tun, ist von Gewalten bestimmt und schwer von Schicksal. […] Taten, von denen zu sprechen uns Mühe macht, vergessen wir nie mehr, sie sind gewissermaßen mehr als andere, und ihre Schatten fallen lang über alle Tage unseres Lebens“.
Zwei Welten
Die Kinderwelt des Jungen ist geteilt in die strenge Liebe des Vaters, des Gesetzgebers und Versöhners, und in die mitleidende Liebe der Mutter. Er hat ständig Angst, den hohen moralischen Erwartungen des Vaters nicht genügen zu können und ihn zu enttäuschen: „Angst vor Strafe, Angst vor dem eigenen Gewissen, Angst vor Regungen meiner Seele, die ich als verboten und verbrecherisch empfand.“ Die kleinen Vergehen, für die er bestraft wird, entstehen oft ohne Überlegung, sondern manchmal aus dem Reiz, gegen Verbote zu verstoßen, und sind mit Rebellion und auch Hass gegen den väterlichen Richter bzw. den dafür verantwortlichen Gott verbunden. Zugleich leidet der Junge nach den oft sinnlosen Aktionen unter seinem schlechten Gewissen, zumal der Vater ihm in der Vertretung Gottes immer wieder gütig vergibt. Er entwickelt eine Bestrafungssehnsucht, um zu sühnen und wieder Erleichterung zu finden. Mit dieser Spaltung verbunden ist ein geringes Selbstwert- und hohes Schuldgefühl, weil er zu schwach ist, sich dem Sog zum Bösen zu entziehen. Er fühlt sich dann als Verbrecher und Außenseiter der Familie, denn seine frommen Eltern und Schwestern sind offenbar diesen Verführungen nicht ausgesetzt: „Zweifel am eigenen Wert, Schwanken zwischen Selbsteinschätzung und Mutlosigkeit, zwischen weltverachtender Idealität und gewöhnlicher Sinneslust – und wie damals, so sah ich auch hundertmal später noch in diesen Zügen meines Wesens bald verächtliche Krankheit, bald Auszeichnung.“
Der Junge ist mit seinem Leben unzufrieden: „Man fühlte Streben und Ehrgeiz in sich, man nahm redliche und leidenschaftliche Anläufe zum Guten […] zum Gehorsam gegen die Eltern und zum schweigenden, heldenhaften Ertragen aller Schmerzen und Demütigungen […] immer wieder erhob man sich, glühend und fromm, um sich Gott zu widmen und den idealen, reinen, edlen Pfad zur Höhe zu gehen […] und immer wieder blieb es ein Anlauf, ein Versuch und kurzer Flatterflug. […] War das nicht zum Hohn? Gab es das in Gottes Welt, dass ein Mensch, ein Knabe, gleichzeitig alle hohen und alle bösen Triebe in sich hatte und leiden und verzweifeln musste, nur so als eine unglückliche und komische Figur, zum Vergnügen des zuschauenden Gottes? […] Und war dann nicht […] die ganze Welt ein Teufelsspott, gerade wert, sie anzuspucken?!“
Als Beispiel für seine damalige Situation schildert der Erzähler zwei Tage der Angst, an denen das „Schicksal in den Ecken lauert“ und er sich wie in einer Zufallskette in einen zunehmend belastenden Ablauf verstrickt:
Im Reich des Vaters
An einem Samstag kommt der 11-Jährige aus der Schule mit dem Gefühl einer „Unordnung und Störung der eigenen Seele“, die sich in seiner Umwelt spiegelt, nach Hause. „Unbehagen und Angst“ beklemmen sein Herz. Obwohl nichts Besonderes vorgefallen ist, fühlt er, „vielleicht aus Träumen der Nacht“, ein drohendes Unheil. In der Schule schmeckte alles „wieder einmal trostlos, tot und entmutigend“ und vereinigte sich zum Gefühl der „Ohnmacht und Verzweiflung“, „dass wir ewig und ewig klein und machtlos und im Zwang dieser blöden, stinkenden Schule bleiben werden […] und dass dies ganze Leben sinnlos und widerwärtig sei.“ Auch hat er sich mit seinem Freund Oskar Weber auf die phantastische Anlage einer Sparkasse eingelassen, um eine Pistole zu kaufen. Mit „diesem verfluchten Gefühl, einem wahren Verbrechergefühl“ und der Ahnung „es ist heut der Teufel los, es wird etwas passieren“, sucht er im Wohnzimmer die „lindernde[-] Sorge“ der Mutter. Da er sie nicht antrifft, steigt er ängstlich, aber hoffnungsvoll die schmale Treppe hoch, um dem Vater zu sagen, dass ihm übel sei und er nicht in den Nachmittagsunterricht gehen könne: „[B]eim Vater […] war der Trost wertvoller [als bei der Mutter], er bedeutete einen Frieden mit dem richtenden Gewissen, eine Versöhnung und ein neues Bündnis mit den guten Mächten.“  Er findet zu seiner Enttäuschung das Arbeitszimmer leer vor und beginnt, trotz dem Gefühl, etwas Verbotenes und Böses zu tun, im „Reich des Vaters“ herumzuspionieren und seine Geheimnisse zu erforschen. Er blättert in den Papieren auf dem Schreibtisch, steckt zwei Stahlfedern ein, betrachtet das Feldbett und denkt mit Bosheit und Schadenfreude an den darauf liegenden kopfwehkranken Vater. Ehrfurcht und Auflehnung, Mitleid und Rührung streiten in seinem Herzen. In einer Schublade entdeckt er Lakritzpastillen und getrocknete gezuckerte Feigen. Einige stopft er in den Mund, andere in seine Tasche, läuft in einem plötzlichen Schrecken aus dem Raum und versteckt die Beute in seinem Zimmer im Bücherregal.
Schlechtes Gewissen und Rebellion
Beim Mittagessen fällt den Eltern die Appetitlosigkeit des Jungen und sein schlechtes Aussehen auf. Er klagt über Kopfweh, und man verordnet ihm Mittagsruhe. Zum Turnunterricht solle er aber gehen. In seinem Stübchen denkt er über den Unglückstag nach. Er fühlt sich als Verbrecher und will die Feigen wegwerfen oder in der Schule verschenken: „Es war nichts mit mir. Und nun stand ich da und hatte wieder gestohlen, schlimmer als je. […] Warum hatte ich sie genommen – nehmen müssen. Warum musste man, was man gar nicht wollte?“ Seine Gedanken über seinen Charakter steigern sich zur Wut, „wegen der sinnlosen Unerträglichkeit dieses Lebens“ eines Tages „etwas Grässliches, aber Befreiendes“ zu tun, „das  Angst und Quälerei ein Ende machte“, z. B. die Stadt niederzubrennen oder den  Vater zu ermorden. Sein Zorn gipfelt in einer Anklage Gottes: „Du hast mich gequält und geschunden, du hast Gesetze gegeben, die niemand halten kann, du hast die Erwachsenen angestiftet, uns Jungen das Leben zu versauen.“ Über solchen Phantasien, die wieder in sich zusammenfallen und zur Hoffnung auf Errettung hinüberwechseln, vergisst er den Beginn der Turnstunde um zwei Uhr.
Flucht und Rückkehr
Der Junge befürchtet jetzt neue Schwierigkeiten. Anstelle mit einer Ausrede verspätet zum Unterricht zu gehen, streift er durch die Felder bergan bis hoch zum Wald. Aus Angst vor der Entdeckung seiner Handlungen und den Konsequenzen denkt er daran, nicht mehr heimzugehen, und überlegt sich verschiedene Todesarten: Krankheit, Ertrinken, Überrollen durch die Eisenbahn. Als die Dämmerung anbricht, kehrt er in die Stadt zurück und begegnet Oskar. Der erzählt ihm, sein Fehlen in der Turnstunde sei vom Lehrer nicht bemerkt worden. Trotz dieses Hoffnungsaspektes wandelt sich seine Angst zur Aggression gegenüber Oskar. Dem Lokomotivführersohn fühlt er sich in der sozialen Rangordnung überlegen und er will dies demonstrieren, indem er ihm die Freundschaft aufkündigt. Aus dem Wortwechsel entwickelt sich ein Streit mit gegenseitigen Beschimpfungen und schließlich eine Schlägerei, die der Junge wie in einem Kriegsrausch austrägt. Mit Verletzungen und zerrissenen Kleidern kehrt er ins Elternhaus zurück. Es ist bereits nach 18 Uhr, und die Familie sitzt schon beim Abendessen. Niemand macht ihm Vorwürfe und v. a. die Mutter ist über sein Auftauchen erleichtert. Da Balgereien für Jungen nicht ungewöhnlich sind, versorgt sie ohne Fragen seine Wunden, gibt ihm zu essen und bringt ihn ins Bett. Der Junge ist mit diesem Ausgang jedoch nicht zufrieden. Er hat mit einem Strafgericht gerechnet und ist jetzt enttäuscht, dass die der Bestrafung folgende Erleichterung nicht erfolgt ist und die Anspannung anhält. Andererseits hofft er, dass der Diebstahl möglicherweise unentdeckt bleibt. Dann würde er, so gelobt er, ein neues reines und fleckenloses Leben beginnen.
Kirchgang
Nach ruhigem Schlaf wacht der Junge am Morgen auf. Er merkt, dass der Schreck über seine Taten schon ferngerückt ist, und glaubt, dass er nach dem „bösen, jammervollen Tag“ durch die erlittene Gewissensqual seine Schuld gebüßt hat. Die Familie sitzt vergnügt beim Frühstück. Bei der Wahl zwischen Kirche und Sonntagsschule entscheidet er sich für den Gottesdienst, da er in dem hohen ehrwürdigen Raum mit den bunten Fenstern wenigstens in Ruhe gelassen wird und seine Gedanken laufen lassen und vielleicht unbemerkt in einem Geschichtsbuch lesen kann. Alles ist wie gewohnt: Der schleppend langsame Gesang des Chorals „Hirte deiner Schafe“ verdirbt wieder einmal den Sinn der Verse und von der „unbegreiflich lang[en]“ Predigt des Stadtpfarrers nimmt er nur den glockenhaft schwebenden Ton wahr. Nach dem Verlassen der Kirche beginnen normalerweise vor dem Mittagessen die schönsten zwei Stunden des Sonntags. Für den Jungen ist jetzt die Welt in Ordnung, er wäre sogar zur Versöhnung mit Oskar bereit.
Das Gericht
Während er die Raupen seiner Schmetterlingszucht füttert, kommt  sein Vater in sein Zimmer und fragt ihn, woher er die im Bücherregal versteckten Feigen habe. Der Junge beginnt sofort mit einer Lügenkette: Kauf beim Konditor Haager, Geld von Oskars Sparkasse… Der Vater will dies sofort überprüfen. Wie ein Verbrecher fühlt sich der Junge willenlos durch die Stadt geführt und denkt, alle Passanten müssten in seinem Gesicht die Tat lesen. Seine innere Stimme sagt zu ihm: „Nicht denken! Weiter! Weiter!“ Erst vor Haagers Haus gibt er seine Lügen zu, und der Vater geht mit ihm den Weg zurück: „Er benahm sich anständig, er schonte mich auf der Straße vor den Leuten. […] Welches Theater! Welche dumme, unsinnige Qual! Ich konnte ihm für diese Schonung nicht dankbar sein. Er wusste alles! Und er ließ mich tanzen, ließ mich meine nutzlosen Kapriolen vollführen, wie man eine gefangene Maus in der Drahtfalle tanzen lässt, ehe man sie ersäuft.“ In diesem Augenblick wünscht sich der Junge einen groben Vater, der in seiner Betrunkenheit seinen Sohn verprügelt. Sein feiner Vater dagegen umkreiste in Ruhe und Gerechtigkeit sein dummes Lügengespinst und erstickte es langsam. Zu Hause erforscht er im sachlichen, insistierenden Verhör die Gründe für die Lügen, die sein Sohn allerdings selbst nicht kennt: „Hatte ich das denn gewollt, hatte ich es denn mit Überlegung und Wissen und aus Gründen getan?! Tat es mir denn nicht leid? Litt ich denn nicht mehr darunter als er?“ Zum ersten Mal in seinem kindlichen Leben ahnt der Junge, „wie namenlos zwei verwandte, gegeneinander wohlgesinnte Menschen sich missverstehen und quälen und martern können und wie dann alles Reden, alles Klugseinwollen, alle Vernunft bloß noch Gift hinzugießen, bloß neue Qualen, neue Stiche, neue Irrtümer schaffen.“
Strafe und Versöhnung
Zur Strafe wird der Junge den Sonntagnachmittag über in der Dachkammer eingesperrt. In einer Kiste findet er einige nicht für Kinder bestimmte Bücher und verweilt sich mit deren Lektüre. Das Licht dafür besorgt er sich durch einen beiseitegeschobenen Dachziegel. Am Abend holt ihn sein Vater aus dem Gefängnis und versöhnt sich mit ihm in einem kurzen Gespräch. „Als ich im Bett lag, hatte ich die Gewissheit, dass er mir ganz und vollkommen verziehen habe – vollkommener als ich ihm.“

## Biographische Bezüge
Nach Zeller sind alle Werke Hesses „Fragmente eines großen Selbstporträts“. Wie andere Kindheitserzählungen Hesses, z. B. „Das Nachtpfauenauge“, erinnert die Familiensituation des Jungen an die des Autors, wie er sie Emil Sinclair im Demian beschreiben lässt: „Zu dieser Welt gehörte milder Glanz, Klarheit und Sauberkeit […] in dieser Welt gab es gerade Linien und Wege, […] es gab Pflicht und Schuld, schlechtes Gewissen und Beichte, Verzeihung und gute Vorsätze. […] Zu dieser Welt musste man sich halten, damit das Leben klar und reinlich, schön und geordnet sei.“
Der Erzähler der „Kinderseele“ blickt 30 Jahre zurück auf seine Zeit als 11-Jähriger. Dies entspricht Hesses Zeit als Lateinschüler 1888 in Calw. Auch in der Familiensituation gibt es Ähnlichkeiten: Die pietistische Missionarsfamilie mit der intellektuellen Atmosphäre gehörte in Calw zur Oberschicht. Es bestand eine Diskrepanz zwischen der väterlichen Innenwelt und der Außenwelt. In der „Kinderseele“ werden die in der Pubertät eskalierten Konflikte des 14-jährigen Hesse mit den Eltern bereits vorweggenommen: Sein Trotz, die Einsamkeit, das Gefühl, von Gott, den Eltern und der Welt verlassen zu sein und hinter den starren pietistisch-religiösen Traditionen der Familie nur noch Scheinheiligkeit zu sehen. In einer depressiven Phase beschrieb der 15-jährige Hesse im Brief vom 20. März 1892 seine Suizidgedanken („Ich möchte hingehen wie das Abendrot“), und im Mai 1892 versuchte er sich mit einem Revolver zu erschießen. Im Brief vom 14. September 1892 redet er seinen Vater mit „Sehr geehrter Herr!“ an und weist ihm die Schuld an möglichen zukünftigen „Verbrechen“ zu, die sein Sohn als „Welthasser“ begehen könnte. Er unterzeichnete den Brief mit „H. Hesse, Gefangener im Zuchthaus zu Stetten“ und schreibt im Nachsatz: „Ich beginne mir Gedanken zu machen, wer in dieser Affaire schwachsinnig ist.“ In einem Brief an seine Schwester Adele erklärt der Autor, dass der in „Kinderseele“  beschriebene Weg von extrem gerader Psychologie und Liebe zur Wahrheit geprägt sei. Dazu passend bescheinigt Marie Hesse bereits ihrem vierjährigen Sohn seinen Tyrannengeist: „[D]er Bursche hat ein Leben, eine Riesenstärke, einen mächtigen Willen und wirklich auch eine Art ganz erstaunlichen Verstand für seine vier Jahre. Wo will's hinaus? Es zehrt mir ordentlich am Leben dieses innere Kämpfen gegen seinen hohen Tyrannengeist, sein leidenschaftliches Stürmen und Drängen … und Gott muß diesen stolzen Sinn in Arbeit nehmen, dann wird was Edles und Prächtiges draus, aber ich schaudere beim Gedanken was bei falscher oder schwacher Erziehung aus diesem passionierten Menschen werden könnte.“

## Hesses Kindheitserzählungen
Fiktive und biographisch verankerte Kindheitserinnerungen durchziehen Hesses Werk als selbständige Erzählungen oder Romanepisoden von Anfang an: Von „Aus Kinderzeiten“ (1903 entstanden) bis „Kaminfegerchen“ (1953 entstanden). Schwerpunkte der Schilderungen sind: Verfehlungen und Schuldgefühle („Nachtpfauenauge“ und „Kinderseele“, 1911 bzw. 1919 entstanden), Mobbing und Isolation („Die Verlobung“ und „Demian“, 1908 publiziert bzw. 1917 entstanden), Freundschaft mit einem reiferen Schüler („Demian“), Druck des Schulsystems („Unterm Rad“ und „Unterbrochene Schulstunde“, 1906 veröffentlicht bzw. 1948 entstanden), Krankheit und Tod eines Freundes („Aus Kinderzeiten“), soziale Unterschiede und die zwei Welten der Lateinschüler und Volksschüler („Demian“, „Unterbrochene Schulstunde“, „Kinderseele“ und „Peter Camenzind“, 1904 publiziert), Auseinandersetzung  mit der mächtigen Vaterfigur („Kinderseele“), Versunkenheit in die eigene Erlebniswelt („Kaminfegerchen“).
Wie die von Michels in die Reihe von Hesses Erinnerungen eingeordneten Erzählungen „Aus Kinderzeiten“ und „Das Nachtpfauenauge“ ist die „Kinderseele“ eine „exakte psychologische Studie[-] ohne nachträgliche Harmonisierung oder Verklärung“. Mitscherlich lobt „ihre Psychologie von äußerster Subtilität“.

## Adaptionen
- 1977 Fernsehfilm Kinderseele (40 Min.) zum 100. Geburtstag Hesses. Regie: Guy Kubli, Drehbuch: Martin Schmelzer, Besetzung: Hanno Schäfer (Hermann Hesse), Gerd Böckmann (Hesses Vater), Barbara Oster (Hesses Mutter), Dieter Borsche (Erzähler)

- 2012: Hörspiel (Szenische Lesung, 55'00 Minuten). Regie: Andrea Leclerque; Sprecher: Bernd Gnann; Produktion: SWR; Erstsendung: 11. August 2012.